# Combles-en-Barrois
Pour les articles homonymes, voir Combles (homonymie) et Barrois (homonymie).
Combles-en-Barrois est une commune française située dans le département de la Meuse, en région Grand Est, à 4 km au sud-ouest de Bar-le-Duc.

## Géographie
Comme son nom le suggère, la localité se trouve dans la région naturelle du Barrois, située dans le Nord-Est de la France, non loin de Nancy.
Le territoire de la commune est limitrophe de 5 communes.
|                   | Fains-Véel         | Bar-le-Duc |
| Trémont-sur-Saulx | Combles-en-Barrois |            |
|                   | Brillon-en-Barrois | Montplonne |

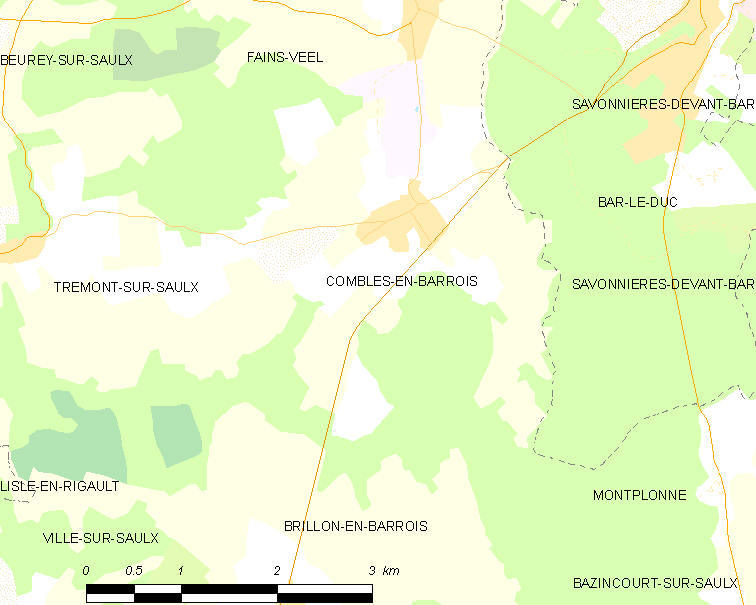
Carte de la commune.
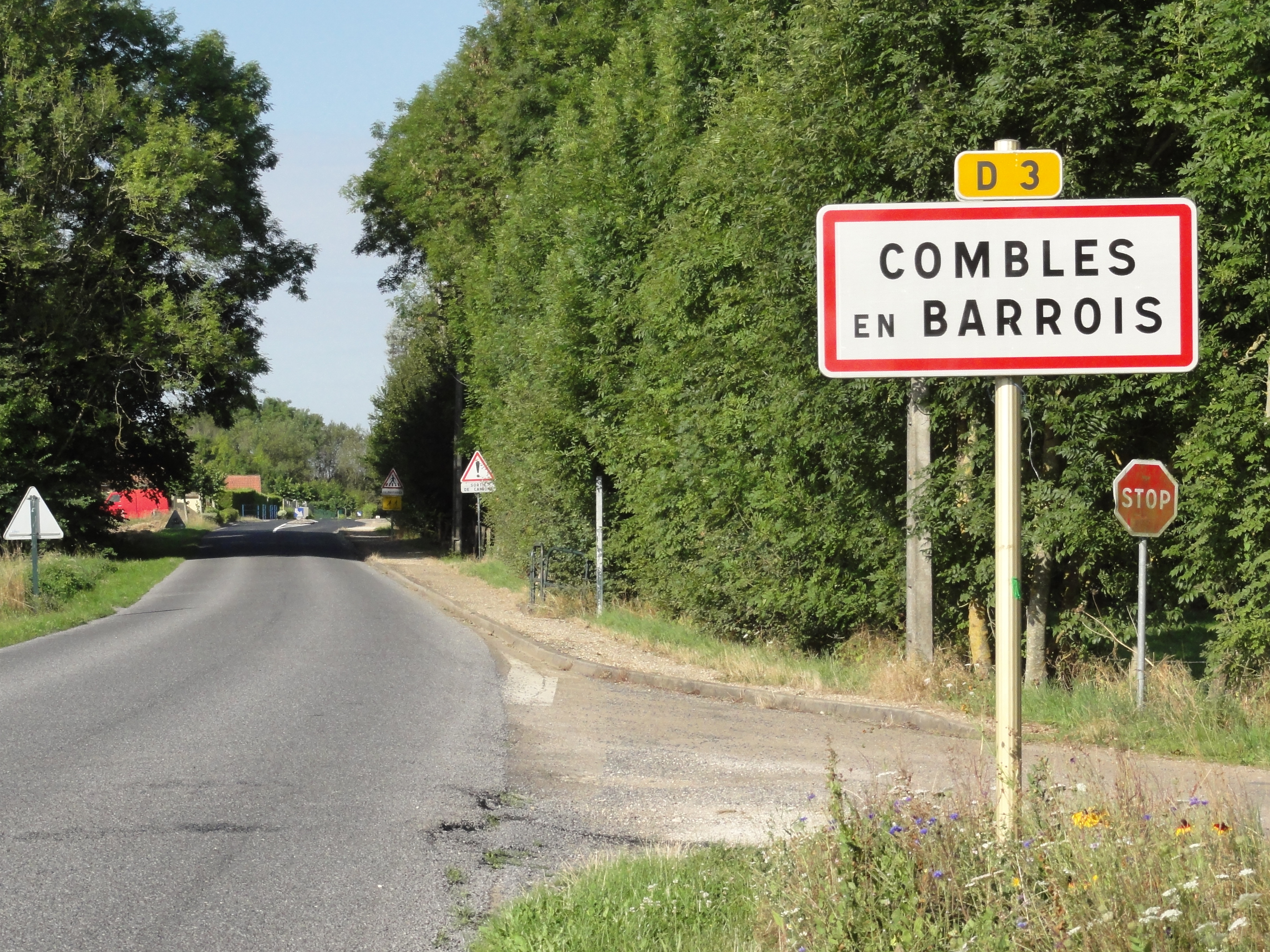
Entrée de Combles-en-Barrois.

### Hydrographie
La commune est dans la région hydrographique « la Seine de sa source au confluent de l'Oise (exclu) » au sein du bassin Seine-Normandie. Elle n'est drainée par aucun cours d'eau,.

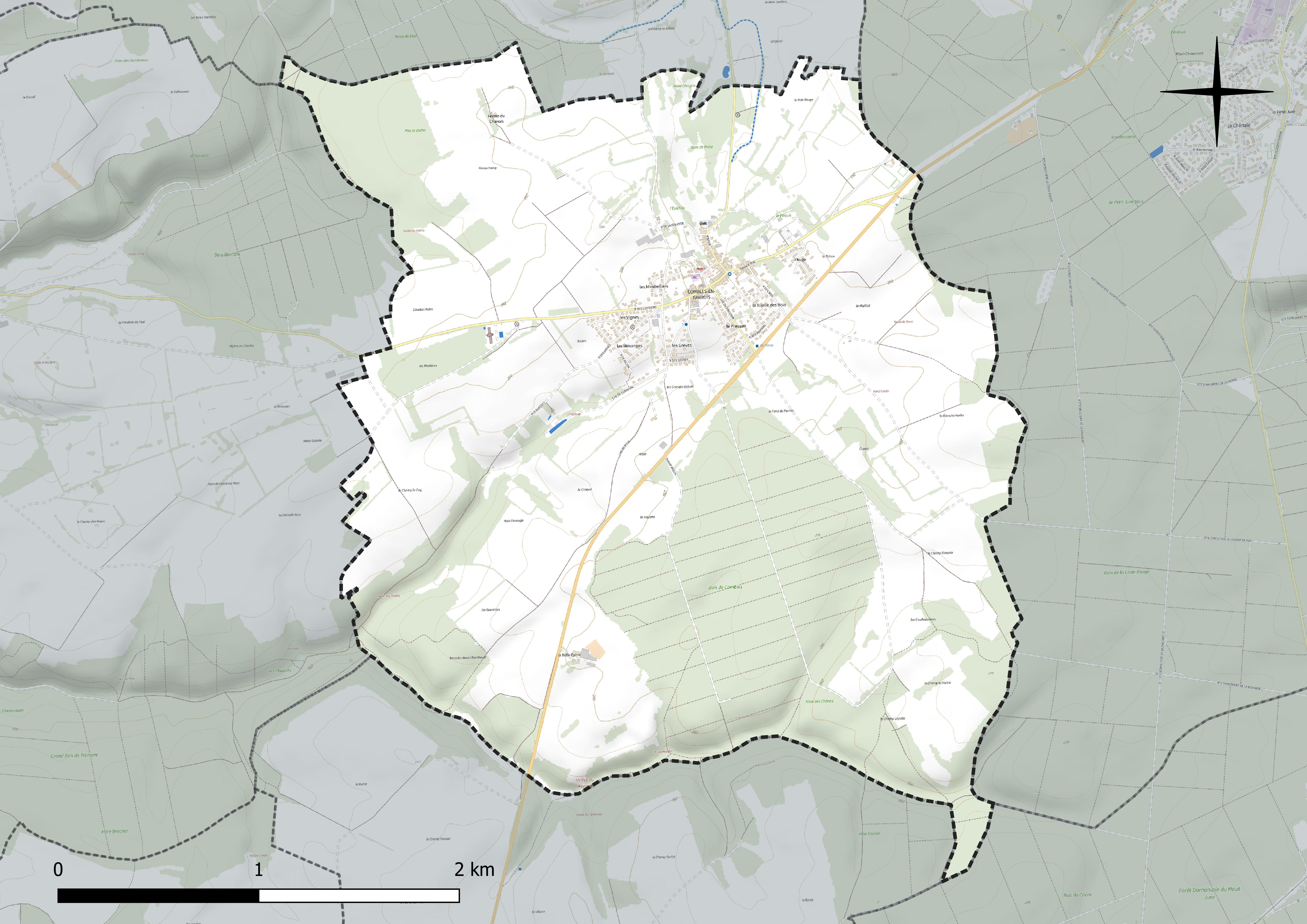
Réseau hydrographique de Combles-en-Barrois.

### Climat
Pour des articles plus généraux, voir Climat du Grand Est et Climat de la Meuse.
En 2010, le climat de la commune est de type climat de montagne, selon une étude du Centre national de la recherche scientifique s'appuyant sur une série de données couvrant la période 1971-2000. En 2020, Météo-France publie une typologie des climats de la France métropolitaine dans laquelle la commune est exposée à un climat océanique altéré et est dans la région climatique  Lorraine, plateau de Langres, Morvan, caractérisée par un hiver rude (1,5 °C), des vents modérés et des brouillards fréquents en automne et hiver.
Pour la période 1971-2000, la température annuelle moyenne est de 10 °C, avec une amplitude thermique annuelle de 16,1 °C. Le cumul annuel moyen de précipitations est de 1 028 mm, avec 13,8 jours de précipitations en janvier et 9,7 jours en juillet. Pour la période 1991-2020, la température moyenne annuelle observée sur la station météorologique de Météo-France la plus proche, « Behonne_sapc », sur la commune de Behonne à 7 km à vol d'oiseau, est de 11,0 °C et le cumul annuel moyen de précipitations est de 855,7 mm. 
La température maximale relevée sur cette station est de 40,4 °C, atteinte le 25 juillet 2019 ; la température minimale est de −16,4 °C, atteinte le 20 décembre 2009,,.
Les paramètres climatiques de la commune ont été estimés pour le milieu du siècle (2041-2070) selon différents scénarios d'émission de gaz à effet de serre à partir des nouvelles projections climatiques de référence DRIAS-2020. Ils sont consultables sur un site dédié publié par Météo-France en novembre 2022.

## Urbanisme

### Typologie
Au 1er janvier 2024, Combles-en-Barrois est catégorisée bourg rural, selon la nouvelle grille communale de densité à sept niveaux définie par l'Insee en 2022.
Elle est située hors unité urbaine. Par ailleurs la commune fait partie de l'aire d'attraction de Bar-le-Duc, dont elle est une commune de la couronne,. Cette aire, qui regroupe 86 communes, est catégorisée dans les aires de 50 000 à moins de 200 000 habitants,.

### Occupation des sols
L'occupation des sols de la commune, telle qu'elle ressort de la base de données européenne d’occupation biophysique des sols Corine Land Cover (CLC), est marquée par l'importance des territoires agricoles (60,2 % en 2018), en diminution par rapport à 1990 (64,6 %). La répartition détaillée en 2018 est la suivante : 
terres arables (36,2 %), forêts (31,6 %), prairies (21,4 %), zones urbanisées (5,3 %), espaces verts artificialisés, non agricoles (2,9 %), zones agricoles hétérogènes (2,6 %). L'évolution de l’occupation des sols de la commune et de ses infrastructures peut être observée sur les différentes représentations cartographiques du territoire : la carte de Cassini (XVIIIe siècle), la carte d'état-major (1820-1866) et les cartes ou photos aériennes de l'IGN pour la période actuelle (1950 à aujourd'hui).

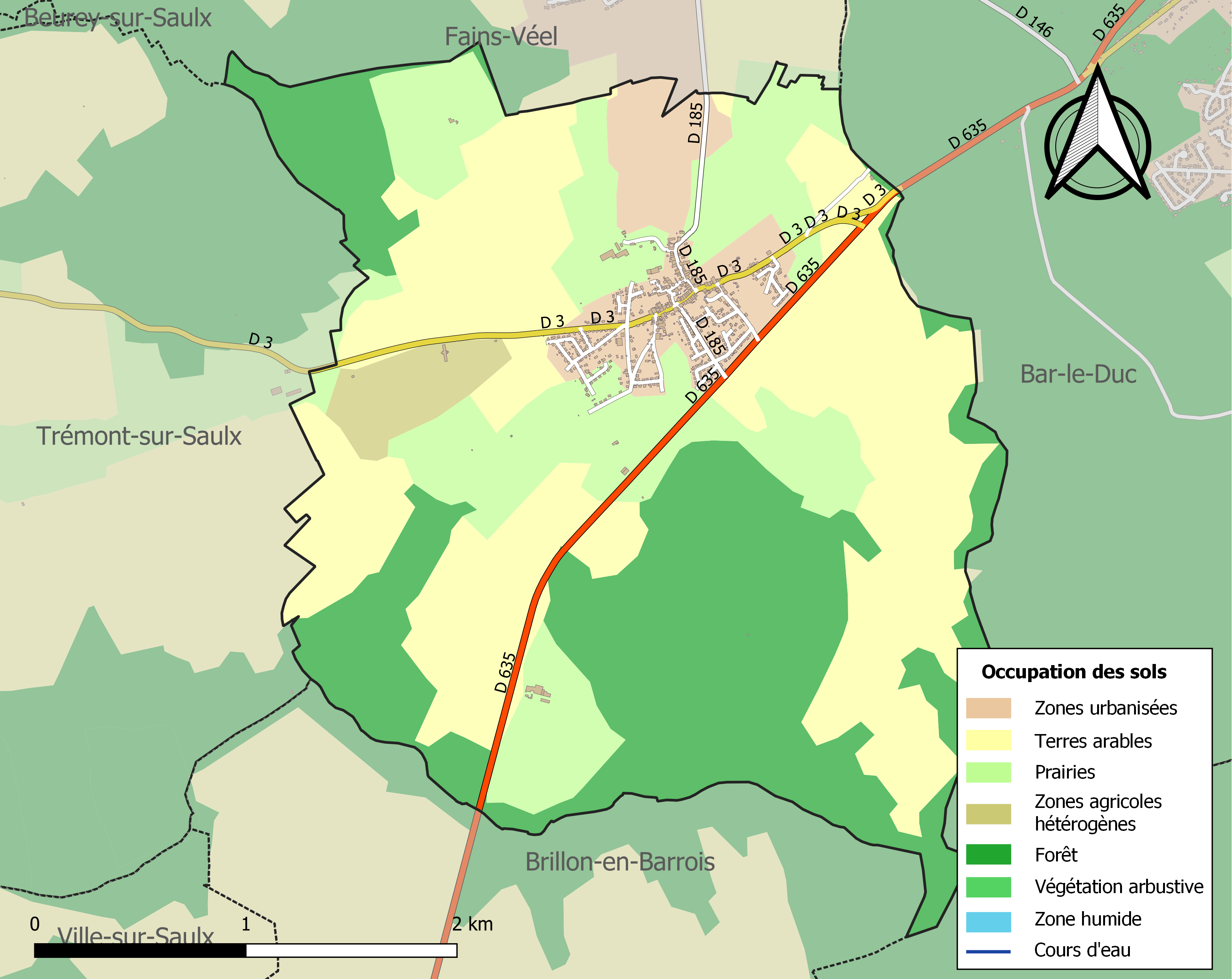
Carte des infrastructures et de l'occupation des sols de la commune en 2018 (CLC).

## Toponymie
Le nom de la localité est attesté sous la forme Cumbles en 1126.

Du latin cumulus « sommet », donnant le mot d'oïl comble « sommet, tertre », ici au pluriel. Le village est établi sur un plateau.
Par décret du 10.06.1919, Combles prend le nom de Combles-en-Barrois, Le Barrois (lorrain de Bar-le-Duc), micro-région naturelle de France couvrant environ le quart sud-ouest du département de la Meuse.

## Histoire
Avant 1966, Combles possédait un terrain de golf réservé aux militaires de l'OTAN en garnison dans la région. Des inscriptions en anglais dans les installations du club actuel témoignent de ce passé.

## Enseignement

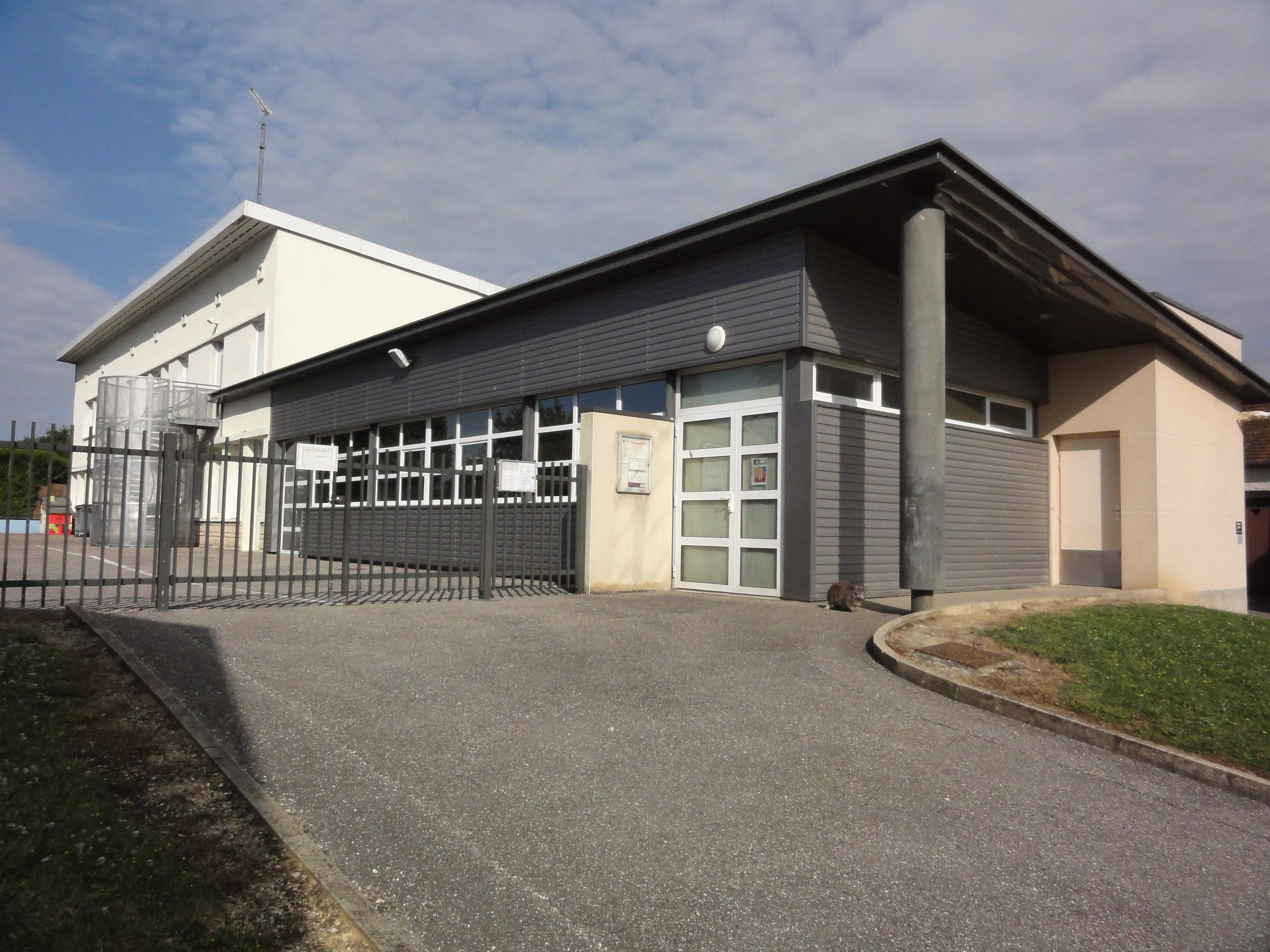
École.

## Politique et administration
| Période                                  | Période   | Identité                                      | Étiquette | Qualité      |
| ---------------------------------------- | --------- | --------------------------------------------- | --------- | ------------ |
| Les données manquantes sont à compléter. |           |                                               |           |              |
| 1959                                     | 1995      | Lucien Roussard                               |           |              |
| mars 2001                                | mars 2014 | José Thirion                                  |           |              |
| mars 2014                                | En cours  | Francis Jouron Réélu pour le mandat 2020-2026 |           | Ancien cadre |

## Population et société

### Démographie
L'évolution du nombre d'habitants est connue à travers les recensements de la population effectués dans la commune depuis 1793. Pour les communes de moins de 10 000 habitants, une enquête de recensement portant sur toute la population est réalisée tous les cinq ans, les populations de référence des années intermédiaires étant quant à elles estimées par interpolation ou extrapolation. Pour la commune, le premier recensement exhaustif entrant dans le cadre du nouveau dispositif a été réalisé en 2007.

En 2022, la commune comptait 773 habitants, en évolution de −5,04 % par rapport à 2016 (Meuse : −4,4 %, France hors Mayotte : +2,11 %).
| 1793 | 1800 | 1806 | 1821 | 1831 | 1836 | 1841 | 1846 | 1851 |
| ---- | ---- | ---- | ---- | ---- | ---- | ---- | ---- | ---- |
| 425  | 465  | 484  | 426  | 528  | 505  | 516  | 539  | 565  |

| 1856 | 1861 | 1866 | 1872 | 1876 | 1881 | 1886 | 1891 | 1896 |
| ---- | ---- | ---- | ---- | ---- | ---- | ---- | ---- | ---- |
| 558  | 533  | 517  | 474  | 469  | 457  | 461  | 416  | 394  |

| 1901 | 1906 | 1911 | 1921 | 1926 | 1931 | 1936 | 1946 | 1954 |
| ---- | ---- | ---- | ---- | ---- | ---- | ---- | ---- | ---- |
| 352  | 326  | 297  | 277  | 258  | 230  | 252  | 226  | 299  |

| 1962 | 1968 | 1975 | 1982 | 1990 | 1999 | 2006 | 2007 | 2012 |
| ---- | ---- | ---- | ---- | ---- | ---- | ---- | ---- | ---- |
| 265  | 363  | 590  | 805  | 814  | 799  | 861  | 870  | 856  |

| 2017 | 2022 | - | - | - | - | - | - | - |
| ---- | ---- | - | - | - | - | - | - | - |
| 797  | 773  | - | - | - | - | - | - | - |

## Sports
Combles-en-Barrois est munie d'un golf de 18 trous.

## Culture locale et patrimoine

### Lieux et monuments

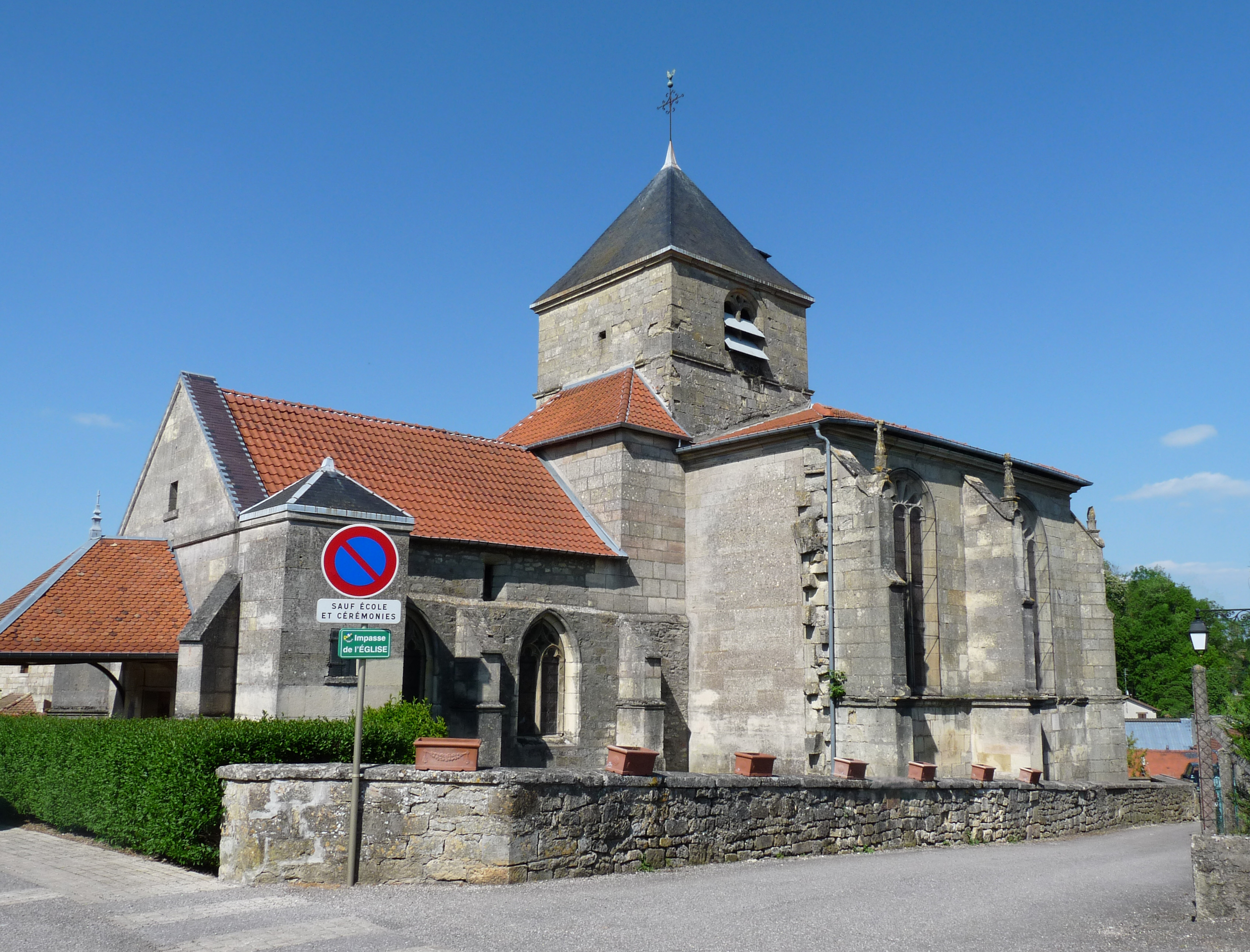
L'église de la Nativité-de-la-Vierge.

- Église de la Nativité-de-la-Vierge des XVe siècle et XVIe siècle.
- Monument aux morts.
- Monument des fusillés.
- Grotte du Cimetière, site spéléologique qui développe 640 m pour une profondeur totale de 40 m. La grotte a été découverte grâce à la carrière qui exploitait la pierre de taille vers 1752. Elle a aussi servi de champignonnières à une époque. Elle comporte un puits d'entrée de 7 m et se compose d'un réseau supérieur et d'une succession de puits verticaux qui mènent jusqu'à un regard sur la rivière souterraine. La résurgence des eaux de la grotte est les sources de Fains-les-Sources.

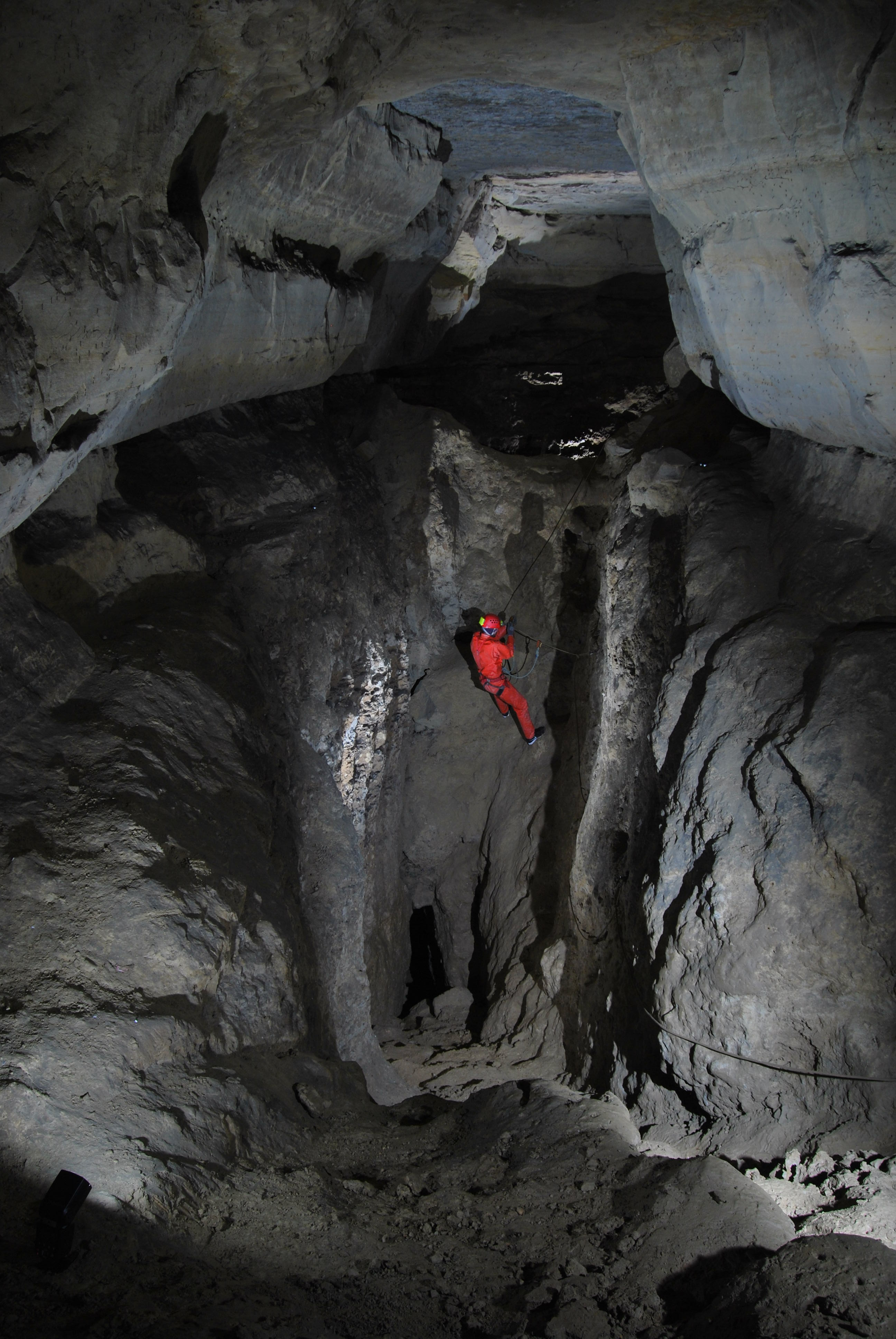
Grotte du Cimetière : La vire du réseau supérieur (photo GERSM)

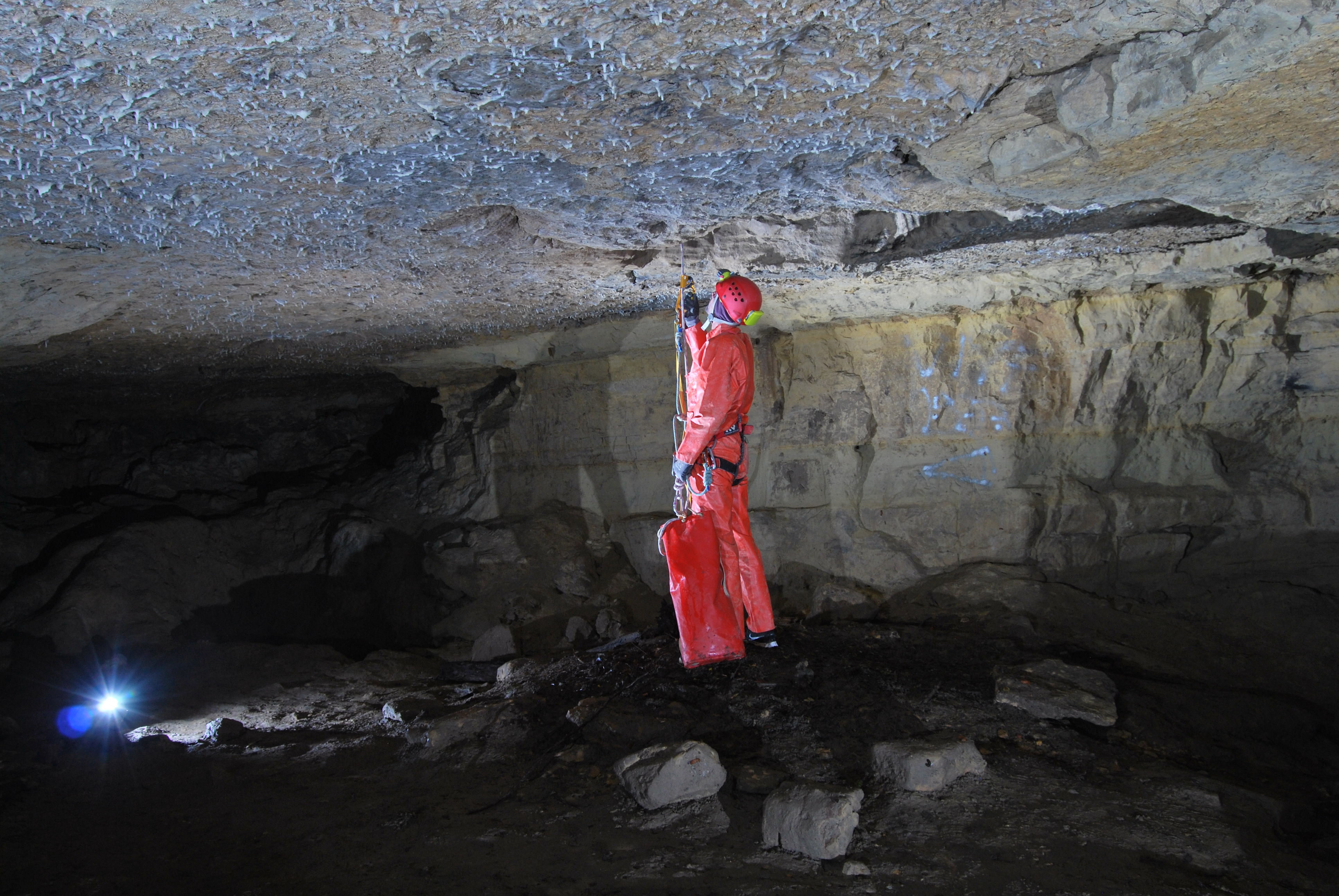
Grotte du Cimetière : La base du puits (photo GERSM)

### Personnalités liées à la commune
- Nicolas-Amand Buvignier (1808-1880), spéléologue, qui explora la grotte du Cimetière à Combles-en-Barrois.

### Héraldique
| Blason de Combles-en-Barrois | Blason  | D'or au lion de sable vêtu en chef d'azur à deux fleurs de lys de jardin d'argent ; au comble de gueules soutenu d'argent. Soutien de l'écu : deux rameaux de chêne, supportés de tanné, feuillés de sinople et englantés d'or, passés en sautoir |
| Blason de Combles-en-Barrois | Détails | Blason composé par R.A. Louis, membre du Comité lorrain d'héraldique et mis à disposition de la commune en 2011 |